# Giải vô địch bóng đá thế giới 2018 (Bảng D)

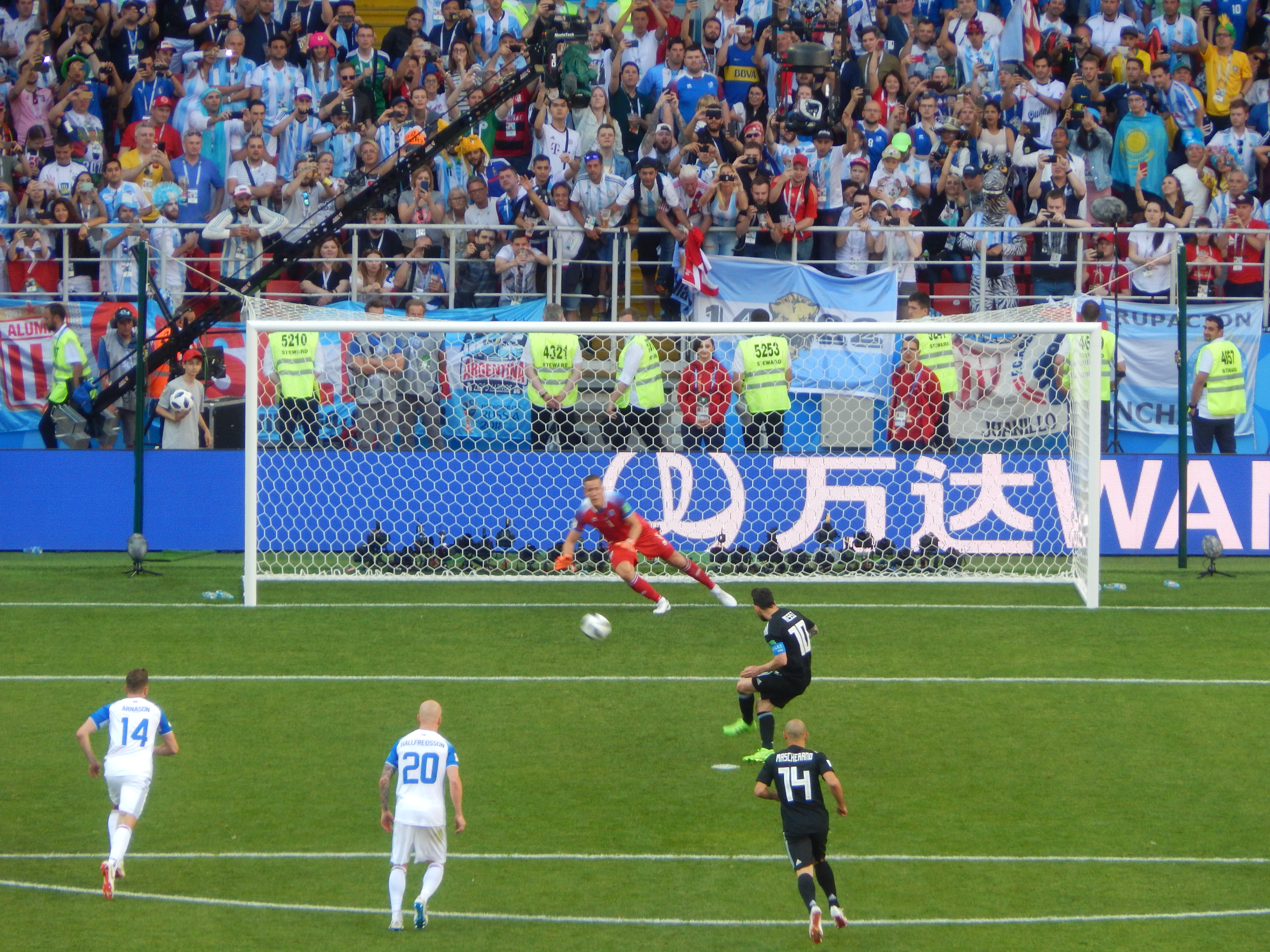
Argentina vs Iceland trong quả phạt đền

Bảng D của giải vô địch bóng đá thế giới 2018 sẽ diễn ra từ ngày 16 đến ngày 26 tháng 6 năm 2018. Hai đội tuyển hàng đầu sẽ giành quyền vào vòng 16 đội.

## Các đội tuyển
| Vị trí bốc thăm | Đội tuyển | Nhóm | Liên đoàn | Tư cách vòng loại                           | Ngày vượt qua vòng loại | Tham dự chung kết | Tham dự cuối cùng | Thành tích tốt nhất lần trước  | Bảng xếp hạng FIFA | Bảng xếp hạng FIFA |
| Vị trí bốc thăm | Đội tuyển | Nhóm | Liên đoàn | Tư cách vòng loại                           | Ngày vượt qua vòng loại | Tham dự chung kết | Tham dự cuối cùng | Thành tích tốt nhất lần trước  | Tháng 10 năm 2017  | Tháng 6 năm 2018   |
| --------------- | --------- | ---- | --------- | ------------------------------------------- | ----------------------- | ----------------- | ----------------- | ------------------------------ | ------------------ | ------------------ |
| D1              | Argentina | 1    | CONMEBOL  | Hạng ba vòng tròn một lượt (khu vực Nam Mỹ) | 10 tháng 10 năm 2017    | 17 lần            | 2014              | Vô địch (1978, 1986)           | 4                  | 5                  |
| D2              | Iceland   | 3    | UEFA      | Nhất bảng I (khu vực châu Âu)               | 9 tháng 10 năm 2017     | 1 lần             | –                 | –                              | 21                 | 22                 |
| D3              | Croatia   | 2    | UEFA      | Thắng vòng 2 (khu vực châu Âu)              | 12 tháng 11 năm 2017    | 5 lần             | 2014              | Hạng ba (1998)                 | 18                 | 20                 |
| D4              | Nigeria   | 4    | CAF       | Nhất bảng B vòng 3 (khu vực châu Phi)       | 7 tháng 10 năm 2017     | 6 lần             | 2014              | Vòng 16 đội (1994, 1998, 2014) | 41                 | 48                 |

Ghi chú
1. ↑  The rankings of October 2017 were used for seeding for the final draw.

## Bảng xếp hạng
| VT | Đội       | ST | T | H | B | BT | BB | HS | Đ | Giành quyền tham dự                     |
| -- | --------- | -- | - | - | - | -- | -- | -- | - | --------------------------------------- |
| 1  | Croatia   | 3  | 3 | 0 | 0 | 7  | 1  | +6 | 9 | Giành quyền vào vòng đấu loại trực tiếp |
| 2  | Argentina | 3  | 1 | 1 | 1 | 3  | 5  | −2 | 4 | Giành quyền vào vòng đấu loại trực tiếp |
| 3  | Nigeria   | 3  | 1 | 0 | 2 | 3  | 4  | −1 | 3 |                                         |
| 4  | Iceland   | 3  | 0 | 1 | 2 | 2  | 5  | −3 | 1 |                                         |

Trong vòng 16 đội:
- Croatia (nhất bảng D) được giành quyền vào thi đấu với Đan Mạch (nhì bảng C).
- Argentina (nhì bảng D) được giành quyền vào thi đấu với Pháp (nhất bảng C).

## Các trận đấu
Tất cả các thời gian được liệt kê là giờ địa phương.

### Argentina vs Iceland
Hai đội chưa bao giờ gặp nhau trước đây.
Phút thứ 4, Messi thực hiện quả treo bóng vào vòng cấm Iceland từ tình huống cố định bên cánh trái. Tuy nhiên, hậu vệ Otamendi bị giật mình nên không kịp dứt điểm cận thành. Tuyển Argentina tiếp tục gây sức ép lên khung thành thủ môn Halldórson và đã có được bàn thắng khi Aguero đột nhập vòng cấm Iceland rồi đón đường chuyền của Marcos Rojo rồi tung cú sút rất căng và đẹp mắt mở tỷ số cho Argentina. Tuy nhiên chỉ 5 phút sau, Finnbogason gỡ hoà cho Iceland bằng pha dứt điểm khi Caballero cản phá cú treo bóng của cầu thủ Iceland. Tuyển Argentina tiếp tục tấn công tìm bàn nâng tỉ số. Đến phút thứ 64, Argentina được hưởng penalty, nhưng Messi lại sút hỏng 11m. Trận đấu kết thúc với tỉ số hoà 1-1. Tuyển Argentina đã có một trận hoà thất vọng, trong khi Iceland đã cầm hoà được đội đương kim á quân World Cup.
| Argentina    | 1 - 1    | Iceland           |
| ------------ | -------- | ----------------- |
| - Agüero 19' | Chi tiết | - Finnbogason 23' |

| Argentina | Iceland |

| GK               | 23 | Willy Caballero    |  |     |
| RB               | 18 | Eduardo Salvio     |  |     |
| CB               | 17 | Nicolás Otamendi   |  |     |
| CB               | 16 | Marcos Rojo        |  |     |
| LB               | 3  | Nicolás Tagliafico |  |     |
| CM               | 14 | Javier Mascherano  |  |     |
| CM               | 5  | Lucas Biglia       |  | 54' |
| RW               | 13 | Maximiliano Meza   |  | 84' |
| AM               | 10 | Lionel Messi (c)   |  |     |
| LW               | 11 | Ángel Di María     |  | 75' |
| CF               | 19 | Sergio Agüero      |  |     |
| Vào thay người:  |    |                    |  |     |
| MF               | 7  | Éver Banega        |  | 54' |
| MF               | 22 | Cristian Pavón     |  | 75' |
| FW               | 9  | Gonzalo Higuaín    |  | 84' |
| Huấn luyện viên: |    |                    |  |     |
| Jorge Sampaoli   |    |                    |  |     |

| GK                  | 1  | Hannes Þór Halldórsson     |  |     |
| RB                  | 2  | Birkir Már Sævarsson       |  |     |
| CB                  | 14 | Kári Árnason               |  |     |
| CB                  | 6  | Ragnar Sigurðsson          |  |     |
| LB                  | 18 | Hörður Björgvin Magnússon  |  |     |
| DM                  | 10 | Gylfi Sigurðsson           |  |     |
| CM                  | 17 | Aron Gunnarsson (c)        |  | 76' |
| CM                  | 20 | Emil Hallfreðsson          |  |     |
| RW                  | 7  | Jóhann Berg Guðmundsson    |  | 63' |
| LW                  | 8  | Birkir Bjarnason           |  |     |
| CF                  | 11 | Alfreð Finnbogason         |  | 89' |
| Vào thay người:     |    |                            |  |     |
| MF                  | 19 | Rúrik Gíslason             |  | 63' |
| DF                  | 23 | Ari Freyr Skúlason         |  | 76' |
| FW                  | 9  | Björn Bergmann Sigurðarson |  | 89' |
| Huấn luyện viên:    |    |                            |  |     |
| Heimir Hallgrímsson |    |                            |  |     |

| Cầu thủ xuất sắc nhất trận: Hannes Þór Halldórsson (Iceland) Trợ lý trọng tài: Pawel Sokolnicki (Ba Lan) Tomasz Listkiewicz (Ba Lan) Trọng tài thứ tư: Wilmar Roldán (Colombia) Trọng tài thứ năm: Alexander Guzmán (Colombia) Trợ lý trọng tài video: Mark Geiger (Hoa Kỳ) Trợ lý trọng tài trợ lý video: Paweł Gil (Ba Lan) Joe Fletcher (Canada) Gery Vargas (Bolivia) |

### Croatia vs Nigeria
Hai đội chưa bao giờ gặp nhau trước đây.

Trong những phút đầu, hai đội ra quân khá thận trọng và không có nhiều pha lên bóng. Tuyển Croatia thi đấu lấn lướt hơn trong giai đoạn giữa hiệp 1 và có được bàn thắng khi Etebo vô tình phản lưới nhà khi bóng đập trúng chân anh từ tình huống đánh đầu của Mandžukić. Sang hiệp 2, tuyển Nigeria tấn công nhằm tìm bàn gỡ, tuy nhiên họ vẫn khá bế tắc trong việc tìm bàn thắng khi Croatia chơi phòng ngự sâu. Đến phút 69, Ekong phạm lỗi với Mandžukić trong vòng cấm và Croatia được hưởng penalty. Trên chấm 11m, Modrić đánh bại thủ môn Uzoho để nhân đôi cách biệt cho Croatia. Tuyển Nigeria tiếp tục tấn công tìm bàn thắng nhưng không thành công.
| Croatia                                 | 2 - 0    | Nigeria |
| --------------------------------------- | -------- | ------- |
| - Etebo 32' (l.n.) - Modrić 71' (ph.đ.) | Chi tiết |         |

| Croatia | Nigeria |

| GK               | 23 | Danijel Subašić  |     |     |
| RB               | 2  | Šime Vrsaljko    |     |     |
| CB               | 21 | Domagoj Vida     |     |     |
| CB               | 6  | Dejan Lovren     |     |     |
| LB               | 3  | Ivan Strinić     |     |     |
| CM               | 7  | Ivan Rakitić     | 30' |     |
| CM               | 10 | Luka Modrić (c)  |     |     |
| RW               | 18 | Ante Rebić       |     | 78' |
| AM               | 9  | Andrej Kramarić  |     | 60' |
| LW               | 4  | Ivan Perišić     |     |     |
| CF               | 17 | Mario Mandžukić  |     | 86' |
| Vào thay người:  |    |                  |     |     |
| MF               | 11 | Marcelo Brozović | 89' | 60' |
| MF               | 8  | Mateo Kovačić    |     | 78' |
| FW               | 20 | Marko Pjaca      |     | 86' |
| Huấn luyện viên: |    |                  |     |     |
| Zlatko Dalić     |    |                  |     |     |

| GK               | 23 | Francis Uzoho        |     |     |
| RB               | 12 | Shehu Abdullahi      |     |     |
| CB               | 6  | Leon Balogun         |     |     |
| CB               | 5  | William Troost-Ekong | 70' |     |
| LB               | 2  | Brian Idowu          |     |     |
| CM               | 4  | Wilfred Ndidi        |     |     |
| CM               | 8  | Oghenekaro Etebo     |     |     |
| RW               | 11 | Victor Moses         |     |     |
| AM               | 10 | John Obi Mikel (c)   |     | 88' |
| LW               | 18 | Alex Iwobi           |     | 62' |
| CF               | 9  | Odion Ighalo         |     | 72' |
| Vào thay người:  |    |                      |     |     |
| FW               | 7  | Ahmed Musa           |     | 62' |
| FW               | 14 | Kelechi Iheanacho    |     | 72' |
| FW               | 13 | Simeon Nwankwo       |     | 88' |
| Huấn luyện viên: |    |                      |     |     |
| Gernot Rohr      |    |                      |     |     |

| Cầu thủ xuất sắc nhất trận: Luka Modrić (Croatia) Trợ lý trọng tài: Emerson de Carvalho (Brasil) Marcelo Van Gasse (Brasil) Trọng tài thứ tư: Antonio Mateu Lahoz (Tây Ban Nha) Trọng tài thứ năm: Pau Cebrián Devís (Tây Ban Nha) Trợ lý trọng tài video: Daniele Orsato (Ý) Trợ lý trọng tài trợ lý video: Wilton Sampaio (Brasil) Carlos Astroza (Chile) Artur Soares Dias (Bồ Đào Nha) |

### Argentina vs Croatia
Hai đội đã gặp nhau trong 4 trận đấu, bao gồm 1 trận tại World Cup 1998, một chiến thắng của Argentina 1–0.
Hai đội chơi ăn miếng trả miếng trong suốt hiệp 1. Phút thứ 30, thủ môn Danijel Subašić mắc sai lầm khi băng ra quá đà, tuy nhiên ở tình huống ngon ăn, Enzo Pérez lại dứt điểm chệch khung thành bỏ trống. Phút thứ 53, thủ môn Caballero mắc sai lầm, để Rebić mở tỉ số cho Croatia. Đến phút 80, Luka Modrić tung cú sút trái phá từ ngoài vòng cấm, nâng tỉ số thành 2-0. Đến phút bù giờ đầu tiên của hiệp 2, Ivan Rakitić dứt điểm vào lưới trống, ấn định tỉ số 3-0 cho Croatia. Tuyển Croatia chính thức vào vòng 16 đội sớm 1 vòng đấu, còn kết quả này khiến đội bóng Nam Mỹ rơi xuống cuối bảng và buộc phải thắng trong trận gặp Nigeria.
| Argentina | 0 - 3    | Croatia                                  |
| --------- | -------- | ---------------------------------------- |
|           | Chi tiết | - Rebić 53' - Modrić 80' - Rakitić 90+1' |

| Argentina | Croatia |

| GK               | 23 | Willy Caballero    |     |     |
| CB               | 2  | Gabriel Mercado    | 51' |     |
| CB               | 17 | Nicolás Otamendi   | 85' |     |
| CB               | 3  | Nicolás Tagliafico |     |     |
| RM               | 18 | Eduardo Salvio     |     | 56' |
| CM               | 14 | Javier Mascherano  |     |     |
| CM               | 15 | Enzo Pérez         |     | 68' |
| LM               | 8  | Marcos Acuña       | 87' |     |
| RF               | 10 | Lionel Messi (c)   |     |     |
| CF               | 19 | Sergio Agüero      |     | 54' |
| LF               | 13 | Maximiliano Meza   |     |     |
| Vào thay người:  |    |                    |     |     |
| FW               | 9  | Gonzalo Higuaín    |     | 54' |
| MF               | 22 | Cristian Pavón     |     | 56' |
| FW               | 21 | Paulo Dybala       |     | 68' |
| Huấn luyện viên: |    |                    |     |     |
| Jorge Sampaoli   |    |                    |     |     |

| GK               | 23 | Danijel Subašić  |       |       |
| RB               | 2  | Šime Vrsaljko    | 67'   |       |
| CB               | 6  | Dejan Lovren     |       |       |
| CB               | 21 | Domagoj Vida     |       |       |
| LB               | 3  | Ivan Strinić     |       |       |
| CM               | 7  | Ivan Rakitić     |       |       |
| CM               | 11 | Marcelo Brozović | 90+4' |       |
| RW               | 18 | Ante Rebić       | 39'   | 57'   |
| AM               | 10 | Luka Modrić (c)  |       |       |
| LW               | 4  | Ivan Perišić     |       | 82'   |
| CF               | 17 | Mario Mandžukić  | 58'   | 90+3' |
| Vào thay người:  |    |                  |       |       |
| FW               | 9  | Andrej Kramarić  |       | 57'   |
| MF               | 8  | Mateo Kovačić    |       | 82'   |
| DF               | 5  | Vedran Ćorluka   |       | 90+3' |
| Huấn luyện viên: |    |                  |       |       |
| Zlatko Dalić     |    |                  |       |       |

| Cầu thủ xuất sắc nhất trận: Luka Modrić (Croatia) Trợ lý trọng tài: Abdukhamidullo Rasulov (Uzbekistan) Jakhongir Saidov (Uzbekistan) Trọng tài thứ tư: Norbert Hauata (Tahiti) Trọng tài thứ năm: Bertrand Brial (Nouvelle-Calédonie) Trợ lý trọng tài video: Felix Zwayer (Đức) Trợ lý trọng tài trợ lý video: Bastian Dankert (Đức) Corey Rockwell (Hoa Kỳ) Danny Makkelie (Hà Lan) |

### Nigeria vs Iceland
Hai đội đã gặp nhau chỉ 1 lần, một trận giao hữu năm 1981, Iceland đã thắng 3 - 0.
Phút thứ 3, Gylfi Sigurðsson thực hiện cú sút phạt đẹp mắt nhưng thủ môn của Nigeria đã cản phá. Trong những phút tiếp theo, thế trận khá cân bằng và hai đội vẫn chưa có cơ hội nào nổi bật. Tuy nhiên ở phút 49, Moses có đường căng ngang cho Musa khống chế bóng rồi tung cú dứt điểm tung lưới Iceland. Tuyển Nigeria có phần lấn lướt hơn trong khoảng thời gian tiếp theo, và có được bàn thắng nhân đôi cách biệt khi Ahmed Musa solo qua hàng hậu vệ Iceland rồi tung cú sút tung lưới thủ môn Halldórson lần thứ hai. Trong thời gian còn lại, tuyển Iceland cố gắng tấn công tìm bàn gỡ, tuy nhiên Sigurðsson đã bỏ lỡ quả 11m ở phút 83. Sau đó, thủ môn Uzoho lại có pha cứu thua xuất sắc, giúp Nigeria có được 3 điểm. Chiến thắng này giúp Nigeria leo lên vị trí thứ 2, còn Iceland tụt xuống vị trí thứ 3.
| Nigeria         | 2 - 0    | Iceland |
| --------------- | -------- | ------- |
| - Musa 49', 75' | Chi tiết |         |

| Nigeria | Iceland |

| GK               | 23 | Francis Uzoho        |     |     |
| CB               | 22 | Kenneth Omeruo       |     |     |
| CB               | 5  | William Troost-Ekong |     |     |
| CB               | 6  | Leon Balogun         |     |     |
| DM               | 10 | John Obi Mikel (c)   |     |     |
| CM               | 8  | Oghenekaro Etebo     |     | 90' |
| CM               | 4  | Wilfred Ndidi        |     |     |
| RW               | 11 | Victor Moses         |     |     |
| LW               | 2  | Brian Idowu          | 44' | 46' |
| CF               | 7  | Ahmed Musa           |     |     |
| CF               | 14 | Kelechi Iheanacho    |     | 85' |
| Vào thay người:  |    |                      |     |     |
| DF               | 21 | Tyronne Ebuehi       |     | 46' |
| FW               | 9  | Odion Ighalo         |     | 85' |
| FW               | 18 | Alex Iwobi           |     | 90' |
| Huấn luyện viên: |    |                      |     |     |
| Gernot Rohr      |    |                      |     |     |

| GK                  | 1  | Hannes Þór Halldórsson     |  |     |
| RB                  | 2  | Birkir Már Sævarsson       |  |     |
| CB                  | 14 | Kári Árnason               |  |     |
| CB                  | 6  | Ragnar Sigurðsson          |  | 65' |
| LB                  | 18 | Hörður Björgvin Magnússon  |  |     |
| RM                  | 19 | Rúrik Gíslason             |  |     |
| CM                  | 17 | Aron Gunnarsson (c)        |  | 87' |
| CM                  | 10 | Gylfi Sigurðsson           |  |     |
| LM                  | 8  | Birkir Bjarnason           |  |     |
| CF                  | 22 | Jón Daði Böðvarsson        |  | 71' |
| CF                  | 11 | Alfreð Finnbogason         |  |     |
| Vào thay người:     |    |                            |  |     |
| DF                  | 5  | Sverrir Ingi Ingason       |  | 65' |
| FW                  | 9  | Björn Bergmann Sigurðarson |  | 71' |
| DF                  | 23 | Ari Freyr Skúlason         |  | 87' |
| Huấn luyện viên:    |    |                            |  |     |
| Heimir Hallgrímsson |    |                            |  |     |

| Cầu thủ xuất sắc nhất trận: Ahmed Musa (Nigeria) Trợ lý trọng tài: Simon Lount (New Zealand) Tevita Makasini (Tonga) Trọng tài thứ tư: Ricardo Montero (Costa Rica) Trọng tài thứ năm: Yamauchi Hiroshi (Nhật Bản) Trợ lý trọng tài video: Massimiliano Irrati (Ý) Trợ lý trọng tài trợ lý video: Paweł Gil (Ba Lan) Elenito Di Liberatore (Ý) Gianluca Rocchi (Ý) |

### Nigeria v Argentina
Hai đội đã gặp nhau trong 8 trận đấu trước đó, bao gồm bốn trận tại các vòng bảng của giải vô địch bóng đá thế giới vào năm 1994, 2002, 2010 và 2014, với tất cả chiến thắng đều thuộc về Argentina.
Phút 14, Lionel Messi có pha thoát xuống rất nhanh trước khi tung cú sút hiểm hóc đánh bại thủ môn Uzoho để mở tỷ số cho Argentina. Tuyển Argentina thi đấu khởi sắc hơn, và suýt có được bàn thắng thứ hai khi Messi sút phạt trúng cột dọc. Sang hiệp 2, Nigeria được hưởng penalty khi Wilfred Ndidi bị Javier Mascherano phạm lỗi trong vòng cấm địa. Trên chấm 11m, Victor Moses đánh lừa thủ môn Armani gỡ hoà 1-1 cho Nigeria. Tuyển Argentina vùng lên tấn công, tuy nhiên họ không thể vượt qua được hàng thủ của Nigeria mà còn suýt phải nhận bàn thua. Đến phút 86, Marcos Rojo dứt điểm một chạm đẹp mắt từ đường chuyền của đồng đội, giúp tuyển Argentina lách qua khe cửa hẹp vào vòng 16 đội, vì trong trận đấu còn lại, Iceland đã để thua Croatia với tỉ số 1-2.
| Nigeria             | 1 - 2    | Argentina              |
| ------------------- | -------- | ---------------------- |
| - Moses 51' (ph.đ.) | Chi tiết | - Messi 14' - Rojo 86' |

| Nigeria | Argentina |

| GK               | 23 | Francis Uzoho        |       |       |
| CB               | 6  | Leon Balogun         | 32'   |       |
| CB               | 5  | William Troost-Ekong |       |       |
| CB               | 22 | Kenneth Omeruo       |       | 90'   |
| DM               | 10 | John Obi Mikel (c)   | 90+1' |       |
| CM               | 8  | Oghenekaro Etebo     |       |       |
| CM               | 4  | Wilfred Ndidi        |       |       |
| RW               | 11 | Victor Moses         |       |       |
| LW               | 2  | Brian Idowu          |       |       |
| CF               | 7  | Ahmed Musa           |       | 90+2' |
| CF               | 14 | Kelechi Iheanacho    |       | 46'   |
| Vào thay người:  |    |                      |       |       |
| FW               | 9  | Odion Ighalo         |       | 46'   |
| FW               | 18 | Alex Iwobi           |       | 90'   |
| FW               | 14 | Simeon Nwankwo       |       | 90+2' |
| Huấn luyện viên: |    |                      |       |       |
| Gernot Rohr      |    |                      |       |       |

| GK               | 12 | Franco Armani      |       |     |
| RB               | 2  | Gabriel Mercado    |       |     |
| CB               | 17 | Nicolás Otamendi   |       |     |
| CB               | 16 | Marcos Rojo        |       |     |
| LB               | 3  | Nicolás Tagliafico |       | 80' |
| RM               | 15 | Enzo Pérez         |       | 61' |
| CM               | 14 | Javier Mascherano  | 49'   |     |
| CM               | 7  | Éver Banega        | 64'   |     |
| LM               | 11 | Ángel Di María     |       | 72' |
| CF               | 10 | Lionel Messi (c)   | 90+4' |     |
| CF               | 9  | Gonzalo Higuaín    |       |     |
| Vào thay người:  |    |                    |       |     |
| MF               | 22 | Cristian Pavón     |       | 61' |
| MF               | 13 | Maximiliano Meza   |       | 72' |
| FW               | 19 | Sergio Agüero      |       | 80' |
| Huấn luyện viên: |    |                    |       |     |
| Jorge Sampaoli   |    |                    |       |     |

| Cầu thủ xuất sắc nhất trận: Lionel Messi (Argentina) Trợ lý trọng tài: Bahattin Duran (Thổ Nhĩ Kỳ) Tarık Ongun (Thổ Nhĩ Kỳ) Trọng tài thứ tư: Björn Kuipers (Hà Lan) Trọng tài thứ năm: Sander van Roekel (Hà Lan) Trợ lý trọng tài video: Daniele Orsato (Ý) Trợ lý trọng tài trợ lý video: Paweł Gil (Ba Lan) Paweł Sokolnicki (Ba Lan) Massimiliano Irrati (Ý) |

### Iceland vs Croatia
Hai đội đã gặp nhau trong sáu trận đấu, gần đây nhất trong năm 2017 của vòng loại World Cup 2018 khu vực châu Âu, kết thúc với chiến thắng của Iceland (1 - 0).
Trong hiệp 1, tuyển Croatia kiểm soát bóng nhiều hơn và cũng có nhiều cơ hội hơn Iceland. Đến đầu hiệp 2,  Badelj ghi bàn mở tỉ số cho Croatia bằng cú vô lê đẹp mắt. Tuyển Iceland lập tức vùng lên tấn công tìm bàn gỡ. Đến phút 76, Dejan Lovren để tay chạm bóng trong vòng cấm địa. Gylfi Sigurðsson hoàn thành nhiệm vụ trên chấm 11m, thắp lên hi vọng lội ngược dòng cho Iceland. Tuy nhiên, ở phút thi đấu chính thức cuối cùng, Ivan Perišić sút tung lưới Halldórson, ấn định tỉ số 2-1 cho Croatia. Kết quả này giúp cho Croatia lọt vào vòng 16 đội với kết quả toàn thắng, trong khi đó Iceland chính thức bị loại. 
| Iceland                     | 1 - 2    | Croatia                    |
| --------------------------- | -------- | -------------------------- |
| - G. Sigurðsson 76' (ph.đ.) | Chi tiết | - Badelj 53' - Perišić 90' |

| Iceland | Croatia |

| GK                  | 1  | Hannes Þór Halldórsson     |     |     |
| RB                  | 2  | Birkir Már Sævarsson       | 84' |     |
| CB                  | 5  | Sverrir Ingi Ingason       |     |     |
| CB                  | 6  | Ragnar Sigurðsson          |     | 70' |
| LB                  | 18 | Hörður Björgvin Magnússon  |     |     |
| CM                  | 17 | Aron Gunnarsson (c)        |     |     |
| CM                  | 20 | Emil Hallfreðsson          | 59' |     |
| RW                  | 7  | Jóhann Berg Guðmundsson    |     |     |
| AM                  | 10 | Gylfi Sigurðsson           |     |     |
| LW                  | 8  | Birkir Bjarnason           |     | 90' |
| CF                  | 11 | Alfreð Finnbogason         | 64' | 85' |
| Vào thay người:     |    |                            |     |     |
| FW                  | 9  | Björn Bergmann Sigurðarson |     | 70' |
| MF                  | 4  | Albert Guðmundsson         |     | 85' |
| MF                  | 21 | Arnór Ingvi Traustason     |     | 90' |
| Huấn luyện viên:    |    |                            |     |     |
| Heimir Hallgrímsson |    |                            |     |     |

| GK               | 12 | Lovre Kalinić   |     |     |
| RB               | 13 | Tin Jedvaj      | 83' |     |
| CB               | 5  | Vedran Ćorluka  |     |     |
| CB               | 15 | Duje Ćaleta-Car |     |     |
| LB               | 22 | Josip Pivarić   |     |     |
| CM               | 10 | Luka Modrić (c) |     | 65' |
| CM               | 19 | Milan Badelj    |     |     |
| RW               | 20 | Marko Pjaca     | 14' | 70' |
| AM               | 8  | Mateo Kovačić   |     | 81' |
| LW               | 4  | Ivan Perišić    |     |     |
| CF               | 9  | Andrej Kramarić |     |     |
| Vào thay người:  |    |                 |     |     |
| MF               | 14 | Filip Bradarić  |     | 65' |
| DF               | 6  | Dejan Lovren    |     | 70' |
| MF               | 7  | Ivan Rakitić    |     | 81' |
| Huấn luyện viên: |    |                 |     |     |
| Zlatko Dalić     |    |                 |     |     |

| Cầu thủ xuất sắc nhất trận: Milan Badelj (Croatia) Trợ lý trọng tài: Pau Cebrián Devís (Tây Ban Nha) Roberto Díaz Pérez (Tây Ban Nha) Trọng tài thứ tư: John Pitti (Panama) Trọng tài thứ năm: Gabriel Victoria (Panama) Trợ lý trọng tài video: Paolo Valeri (Ý) Trợ lý trọng tài trợ lý video: Gery Vargas (Bolivia) Elenito Di Liberatore (Ý) Felix Zwayer (Đức) |

## Kỷ luật
Các điểm giải phong cách, được sử dụng là các tiêu chí nếu tổng thể và kỷ lục đối đầu đối của đội tuyển vẫn được tỷ số hòa, được tính dựa trên các thẻ vàng và thẻ đỏ nhận được trong tất cả các trận đấu của bảng như sau:
- thẻ vàng đầu tiên: trừ 1 điểm;
- thẻ đỏ gián tiếp (thẻ vàng thứ hai): trừ 3 điểm;
- thẻ đỏ trực tiếp: trừ 4 điểm;
- thẻ vàng và thẻ đỏ trực tiếp: trừ 5 điểm;

Chỉ có một trong các khoản khấu trừ ở trên sẽ được áp dụng cho một cầu thủ trong một trận đấu duy nhất.
| Đội tuyển | Trận 1   | Trận 1                                    | Trận 1 | Trận 1            | Trận 2   | Trận 2                                    | Trận 2 | Trận 2            | Trận 3   | Trận 3                                    | Trận 3 | Trận 3            | Điểm |
| Đội tuyển | Thẻ vàng | Thẻ vàng · Thẻ vàng-đỏ (thẻ đỏ gián tiếp) | Thẻ đỏ | Thẻ vàng · Thẻ đỏ | Thẻ vàng | Thẻ vàng · Thẻ vàng-đỏ (thẻ đỏ gián tiếp) | Thẻ đỏ | Thẻ vàng · Thẻ đỏ | Thẻ vàng | Thẻ vàng · Thẻ vàng-đỏ (thẻ đỏ gián tiếp) | Thẻ đỏ | Thẻ vàng · Thẻ đỏ | Điểm |
| --------- | -------- | ----------------------------------------- | ------ | ----------------- | -------- | ----------------------------------------- | ------ | ----------------- | -------- | ----------------------------------------- | ------ | ----------------- | ---- |
| Iceland   |          |                                           |        |                   |          |                                           |        |                   | 3        |                                           |        |                   | −3   |
| Nigeria   | 1        |                                           |        |                   | 1        |                                           |        |                   | 2        |                                           |        |                   | −4   |
| Argentina |          |                                           |        |                   | 3        |                                           |        |                   | 3        |                                           |        |                   | −6   |
| Croatia   | 2        |                                           |        |                   | 4        |                                           |        |                   | 2        |                                           |        |                   | −8   |